# Hakui
Hakui (羽咋市 Hakui-shi?) es una ciudad en la prefectura de Ishikawa, Japón, localizada en la parte oeste de la isla de Honshū, en la región de Chūbu. El 1 de diciembre de 2020 tenía una población estimada de 20 031 habitantes y una densidad de población de 245 personas por km².

## Geografía
Hakui ocupa el cuello suroccidental de la península de Noto y limita con el mar de Japón al oeste y la prefectura de Toyama al este. Partes de la ciudad se encuentran dentro de los límites del parque cuasi nacional Noto Hantō.

## Historia
El área alrededor de Hakui se ha establecido desde que el período anterior al Jōmon era parte de la antigua provincia de Noto. La ichinomiya de la provincia de Noto, Keta Taisha, se encuentra en Hakui, y la leyenda del santuario afirma que este es el lugar al que Ōkuninushi llegó desde Izumo para someter a los habitantes de la península de Noto durante el reinado del octavo legendario emperador Kōgen o décimo emperador Sujin. El nombre de «Hakui» deriva del kanji 羽 (ha), que significa plumas, 咋 (kui) que significa comer. Este nombre proviene de una antigua leyenda que cuenta que el príncipe Iwatsuku (el hijo del emperador Kōgen) mató a un monstruoso pájaro en el área. Los perros del príncipe fueron al cuerpo de la bestia y sacaron bocados de plumas.
Durante el período Sengoku, el área fue disputada por el clan Uesugi y el clan Maeda. El área se convirtió en parte del dominio Kaga bajo el shogunato Tokugawa en el período Edo. Tras la restauración Meiji, el área se organizó en el distrito de Hakui, Ishikawa. La ciudad de Hakui se estableció con la creación del sistema de municipios modernos el 1 de abril de 1889. Fue elevada al estado de ciudad el 1 de julio de 1958.

## Economía
Hakui es un centro comercial regional para el área sur de Noto. Hakui destaca por su producción de seda y textiles artificiales. La agricultura también es un importante contribuyente a la economía local.

## Demografía
Según los datos del censo japonés, la población de Hakui ha estado disminuyendo en los últimos 40 años.
| Gráfica de evolución demográfica de Hakui entre 1950 y 2015 |
|                                                             |
| Oficina de Estadísticas de Japón                            |